# Siesta Shores
Siesta Shores és una concentració de població designada pel cens dels Estats Units a l'estat de Texas. Segons el cens del 2000 tenia 890 habitants.

## Demografia
Segons el cens del 2000, Siesta Shores tenia 890 habitants, 292 habitatges, i 244 famílies. La densitat de població era de 545,4 habitants/km².
Dels 292 habitatges en un 42,5% hi vivien nens de menys de 18 anys, en un 69,5% hi vivien parelles casades, en un 11,3% dones solteres, i en un 16,4% no eren unitats familiars. En el 14% dels habitatges hi vivien persones soles el 5,8% de les quals corresponia a persones de 65 anys o més que vivien soles. El nombre mitjà de persones vivint en cada habitatge era de 3,05 i el nombre mitjà de persones que vivien en cada família era de 3,36.
Per edats la població es repartia de la següent manera: un 32,6% tenia menys de 18 anys, un 10,1% entre 18 i 24, un 23,1% entre 25 i 44, un 19,6% de 45 a 60 i un 14,6% 65 anys o més.
L'edat mediana era de 32 anys. Per cada 100 dones de 18 o més anys hi havia 88,1 homes.
La renda mediana per habitatge era de 24.808 $ i la renda mediana per família de 27.679 $. Els homes tenien una renda mediana de 30.208 $ mentre que les dones 13.207 $. La renda per capita de la població era d'11.484 $. Aproximadament el 14,6% de les famílies i el 19,2% de la població estaven per davall del llindar de pobresa.

## Poblacions més properes
El següent diagrama mostra les poblacions més properes.